# Tiberius Claudius Iustus
Tiberius Claudius Iustus (vollständige Namensform Tiberius Claudius Iusti filius Quirina Iustus) war ein im 2. Jahrhundert n. Chr. lebender Angehöriger des römischen Ritterstandes (Eques).
Durch ein Militärdiplom, das auf den 31. Dezember 135 datiert ist, ist belegt, dass Iustus 135 Kommandeur der Ala Gemelliana war, die zu diesem Zeitpunkt in der Provinz Mauretania Tingitana stationiert war. Er war in der Tribus Quirina eingeschrieben und stammte aus Rom. Möglicherweise ist Iustus mit einem Ritter identisch, der 147 als idiologus Aegypti belegt ist.